# Lokal flache Einbettung
In der Mathematik ist lokal flache Einbettung ein Begriff aus der Topologie von Mannigfaltigkeiten. Lokal flache Einbettungen lassen sich in vielen Fällen einfacher klassifizieren. Für verschiedene klassische Sätze, etwa den Satz von Schoenflies, ist lokale Flachheit die allgemeinst-mögliche Voraussetzung.

## Definition

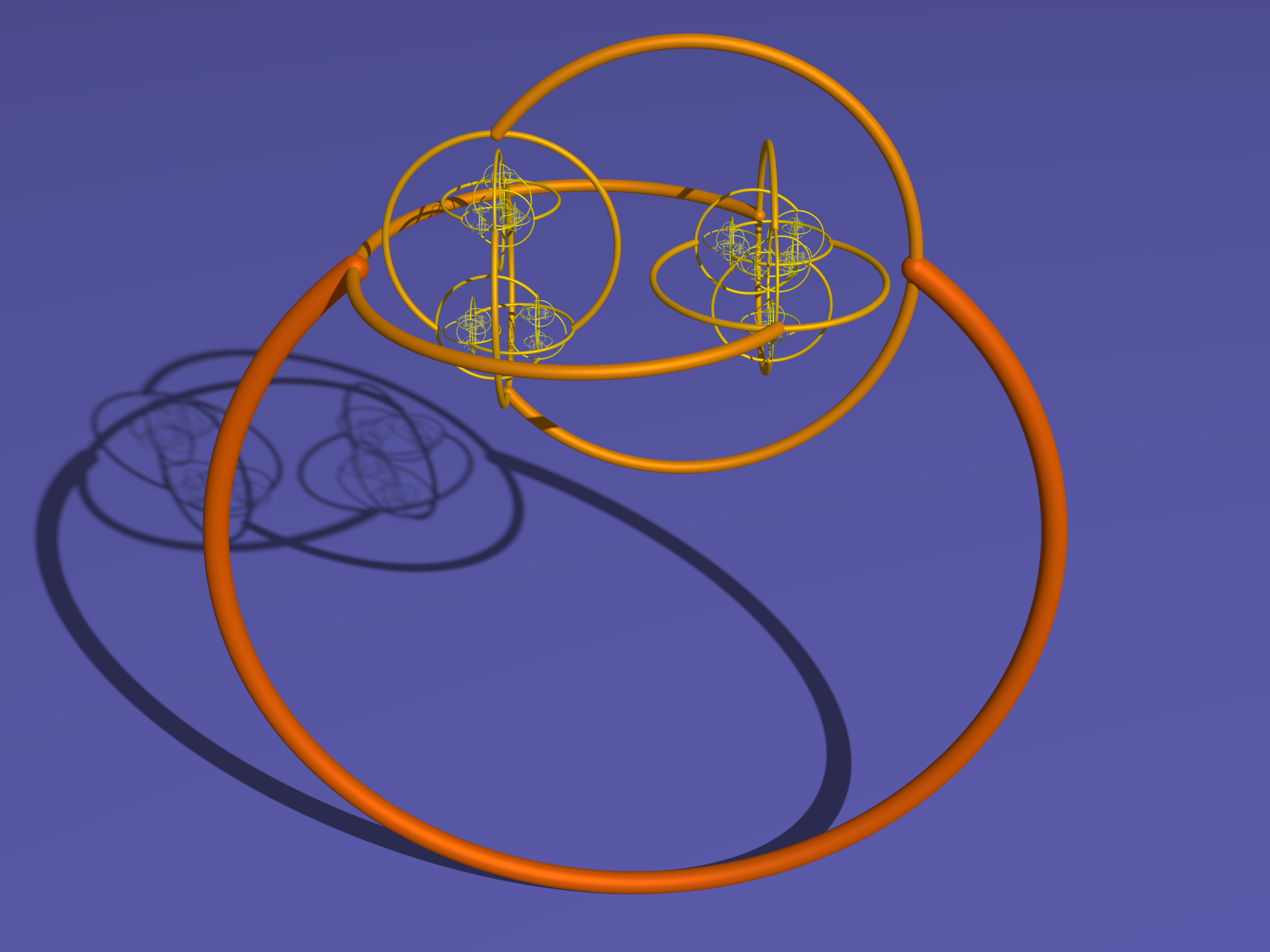
Alexander-Sphäre

Eine Einbettung
{\displaystyle i\colon N\to M}
zwischen (topologischen) Mannigfaltigkeiten heißt lokal flach, wenn es zu jedem Punkt {\displaystyle x\in N} Karten {\displaystyle x\in U} und {\displaystyle i(x)\in V} und einen Homöomorphismus
{\displaystyle (V,i(U))\simeq (D^{m},D^{n})}
gibt,
wobei {\displaystyle D^{m}} die {\displaystyle m}-dimensionale Einheitskugel bezeichnet.

## Beispiele
- Jede glatte Einbettung zwischen differenzierbaren Mannigfaltigkeiten ist lokal flach. Die in der Definition verwendeten Karten können in diesem Fall sogar differenzierbar gewählt werden.
- Die Alexander-Sphäre ist eine in den {\displaystyle \mathbb {R} ^{3}} eingebettete 2-Sphäre, die nicht lokal flach ist.

## Anwendungen
Der klassische Satz von Schoenflies besagt, dass es zu jeder geschlossenen Jordan-Kurve {\displaystyle i\colon S^{1}\to \mathbb {R} ^{2}} einen Homöomorphismus {\displaystyle \mathbb {R} ^{2}\to \mathbb {R} ^{2}} gibt, der {\displaystyle i(S^{1})} auf den Einheitskreis abbildet. Dieser Satz lässt sich nicht direkt auf höhere Dimensionen übertragen, u. a. weil die Alexander-Sphäre ein Gegenbeispiel liefert. Jedoch lässt sich der Satz von Schoenflies für lokal flache Einbettungen verallgemeinern.
Satz von Brown:  Wird eine (n-1)-dimensionale Sphäre S lokal flach in den n-dimensionalen euklidischen Raum {\displaystyle \mathbb {R} ^{n}} eingebettet, so ist das Paar {\displaystyle (R^{n},i(S))} homöomorph zu {\displaystyle (\mathbb {R} ^{n},S^{n-1})}, wobei {\displaystyle S^{n-1}} die (n-1)-dimensionale Einheitssphäre bezeichnet.
Der Satz von Brown gilt analog auch für lokal flache Einbettungen der Kodimension ≥ 3 (wo er von Stallings bewiesen wurde, weshalb die allgemeine Formulierung auch als Satz von Brown-Stallings bekannt ist), während es in Kodimension 2 das Phänomen der Verknotung gibt.